# DTP
DTP (англ. dynamic trunking protocol — динамический протокол транкинга) — проприетарный сетевой протокол канального уровня, разработанный компанией Cisco для реализации транкинговой системы для связи в сети VLAN между двумя сетевыми коммутаторами и для реализации инкапсуляции.
Существуют следующие настройки режима порта коммутатора:
- Access — ставит Ethernet-порт в режим постоянного бестранкового состояния и преобразовывает канал связи в бестранковый. Ethernet-порт становится бестранковым, даже если соседний порт не согласен с изменением.
- Trunk — переводит порт Ethernet в постоянный режим транкинга и согласовывает с другими портами, чтобы преобразовать канал связи в одиночный канал связи; порт становится транк-портом, даже если соседний порт не согласен с изменением.
- Dynamic Auto — делает порт Ethernet готовым преобразовать канал связи в одиночный канал связи; порт становится транк-портом, если соседний порт установит режим Trunk или Dynamic Desirable; этот режим используется по умолчанию для всех портов Ethernet.
- Dynamic Desirable — порт активно пытается преобразовать канал связи в одиночный канал связи; порт становится транк-портом, если соседний Ethernet-порт установит режим Trunk, Dynamic Desirable или Dynamic Auto.
- Nonegotiate — отключает DTP, порт не будет отправлять DTP-кадры или использовать входящие DTP-кадры; чтобы установить одиночный канал связи между двумя коммутаторами, когда DTP отключен, транкинг на каждой из сторон настраивается вручную.